# Aggiramudu
Aggiramudu er en indisk film fra 1990 af S. S. Ravichandra.

## Medvirkende
- Venkatesh som Aggi Ramudu & Vijay (Dual role)
- Gautami som Malli
- Amala som Manasa
- Sharada som Justice Janaki Devi
- Satyanarayana som Sarpabhushan Rao
- Allu Rama Lingaiah som Tatarao
- Kota Srinivasa Rao